# Zombie Birdhouse
Zombie Birdhouse è il sesto album studio da solista di Iggy Pop, del 1982.
Oltre alla versione standard, l'album presenta un'edizione bonus, contenente un secondo disco con 18 tracce aggiuntive.

## Tracce

### Disco 1
1. Run Like a Villain (3:00)
2. Villagers (3:46)
3. Angry Hills (2:55)
4. Life of Work (3:44)
5. Ballad of Cookie McBride (2:58)
6. Ordinary Bummer (2:40)
7. Eat or Be Eaten (3:14)
8. Bulldozer (2:16)
9. Platonic (2:39)
10. Horse Song (2:57)
11. Watching the News (4:10)
12. Street Crazies (3:53)
13. Pain & Suffering (bonus track) (3:39)

### Disco 2
1. Villagers (3:59)
2. Fall In Love With Me (3:06)
3. Ordinary Bummer (3:04)
4. Horse Song (2:26)
5. Angry Hills (3:02)
6. Bulldozer (2:20)
7. Ballad Of Cookie McBride (3:47)
8. Platonic (2:41)
9. Life Of Work (3:56)
10. Kill City (2:36)
11. Loose (2:52)
12. Search & Destroy (3:05)
13. Run Like a Villain (3:34)
14. Bang Bang (3:37)
15. Your Pretty Face Is Going To Hell (3:16)
16. Eat or Be Eaten (3:44)
17. Sixteen (3:00)
18. Street Crazies (3:35)

## Formazione

### Cast artistico
- Chris Stein - basso
- Clem Burke - percussioni
- Rob DuPrey - chitarra
- Rob DuPrey - tastiere
- Rob DuPrey - coro
- Iggy Pop - voce

### Cast tecnico
- Butch Jones - mixaggio
- Joe Ariotta - arrangiamento tracce
- Mike Reese - masterizzazione
- Mike Reese - rimasterizzazione digitale
- Esther Friedman - fotografia
- Chris Stein - produzione

### Autori
Iggy Pop, Rob DuPrey